# Apomyrma stygia
Apomyrma stygia – gatunek mrówek należący do podrodziny Amblyoponinae. Jest to jedyny przedstawiciel rodzaju Apomyrma; występuje w zachodniej Afryce i został po raz pierwszy opisany w 1971.
Samice tych mrówek odznaczają się nadustkiem z klinowatym wyrostkiem powstałym przez wyniesienie i środkowoboczne spłaszczenie jego środkowej części mię. Krawędzie tylnoboczne nadustka leżą daleko od toruli. Przetchlinki samic są powiększone i położone na przedniej krawędzi trzeciego tergum odwłoka. Samce mają duże, stykające się pośrodku axillae. Narządy rozrodcze samców charakteryzują się peniswalwami zlanymi ze sobą grzbietowo na większości długości oraz zlanymi przednio-grzbietowo z przednią krawędzią tergum, a boczną apodemą peniswalw bocznie silnie rozszerzoną w bulwiastą strukturę.